# 新宿高野
35°41′31″N 139°42′07″E / 35.691878°N 139.702028°E

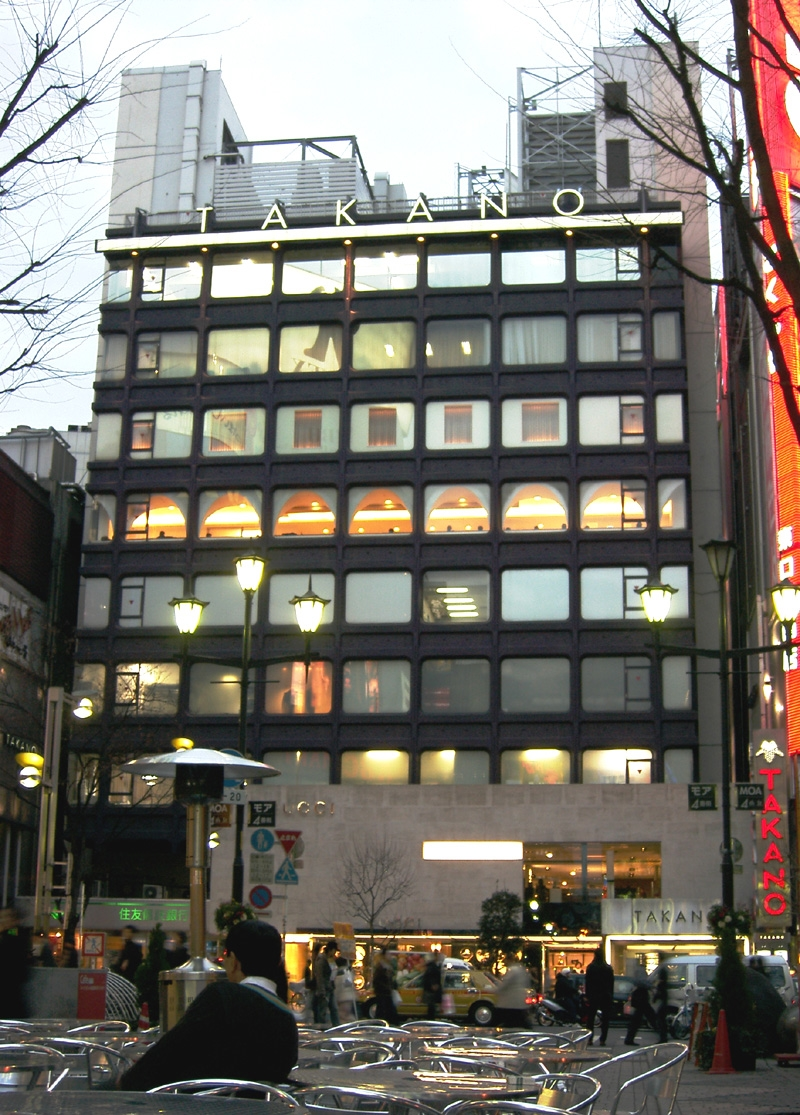
新宿高野本店

新宿高野 （しんじゅくたかの），本店位於東京都新宿區新宿三丁目（JR新宿站東口），為一家水果專賣店。於1885年（明治18年）創立的老舖水果行。 

## 概要
新宿高野採行兩公司經營體系，「株式会社新宿高野」以水果銷售和食品製造、販賣為主，「株式会社高野水果Parlor」負責包括店鋪在內的餐廳營運。總部位於東京都新宿區新宿三丁目26-11的本店大樓。 
公司成立時，主要經營蠶繭買賣和中古品銷售，水果銷售僅為副業。至1900年才開始將水果銷售作為本業，開立「果実問屋・高野商店」。1920年，開始銷售招牌產品高級水果麝香哈密瓜。1921年，開始經營水果Parlor的前身「縁台サービス」。1969年，公司改組並成立了新宿高野。

## 店舖
截至2011年，在關東地方有29家店鋪，在近畿地方有3家店鋪，在名古屋地區有2家店鋪。主要都在大型百貨公司和車站大樓開業。 
關於分店請參照店鋪情報。 

## 其他
- 正在重建中的新宿中村屋目前於高野本店內經營一家臨時店鋪。
- 以前曾經銷售女性衣服、配件，但已停業。
- 1983年至2005年間，同時管理一個新人藝術家畫廊「Gallery Shinjuku Takano」。
- 在新宿遊玩的一種方式是在紀伊國屋書店買書，在新宿中村屋吃咖喱，在新宿高野吃甜點。
- 對於日本的農人而言，如果在銀座三越和新宿高野銷售自家的產品是一流的代表。 雖然三越並不是蔬果專賣店，但三越的所有產品都被認為是高級產品。
- 本店大樓前的地價在1972年至1985年間曾經是日本第一，但1986年之後，由東京鳩居堂本店前（中央區銀座5丁目）重新回到日本第一 [2]。

## 外部連結
- 新宿高野 （页面存档备份，存于）